# Helsingborgs sjöscoutkår
Helsingborgs Sjöscoutkår var en av två sjöscoutkårer i Helsingborg. Upptagningsområdet var främst de centrala, norra delarna av staden. Kåren var ansluten till Kulla Scoutdistrikt som ingår i Svenska Scoutförbundet. Sedan 2009 är kåren en del av den nya scoutkåren i Helsingborg.
Helsingborgs Sjöscoutkår bildades 1933 på initiativ av konsul Carl W. Winck och skeppsredare Nils Påhlsson.